# Strychnos chlorantha
Strychnos chlorantha är en tvåhjärtbladig växtart som beskrevs av Prog.. Strychnos chlorantha ingår i släktet Strychnos och familjen Loganiaceae. Inga underarter finns listade i Catalogue of Life.